# Castillo de Jumilla
El castillo de Jumilla es una fortaleza medieval situada en el municipio de Jumilla, en la Región de Murcia. Se alza sobre un cerro desde el que domina la localidad, siendo uno de sus símbolos más característicos. El lugar ha visto el asentamiento de una sucesión de pueblos desde la Prehistoria. La estructura que ha llegado hasta la actualidad, es principalmente medieval, tanto de época de dominación árabe como cristiana de la península ibérica.

## Historia
Sus primeras fortificaciones proceden de la Edad de Bronce y, debido a su situación privilegiada, se siguió ampliando a lo largo de los siglos. En la Edad de Hierro, los íberos se asentaron en él convirtiéndolo en un gran poblado fortificado. Después, son los romanos los que se hacen con su posesión y fortifican el cerro, construyendo así una parte de la muralla, que aún se conserva hoy en día. De esta época encontramos restos de cerámica “sigillata” del siglo I.
No es hasta siete siglos después, en abril de 713, que los árabes atraviesan Jumilla con su intento de conquista de la península y comienzan la construcción de la fortaleza árabe, sobre las antiguas ruinas romanas. El asentamiento árabe en Jumilla duró cinco siglos, hasta que en el año 1243, por el tratado de Alcaraz, pasó a integrarse con el resto de la taifa de Murcia a la corona de Castilla como protectorado.
Años después de la conquista, el rey Alfonso X el Sabio, de paso por la localidad, regaló al pueblo una imagen de la Virgen de Gracia por lo que se construyó una ermita, ahora en ruinas, sobre la antigua mezquita árabe.
En 1294, el Reino de Murcia pasa a manos de la corona de Aragón, y en 1304, por la sentencia de Torrellas, Jumilla se adscribirá al Reino de Valencia. El conflicto por la frontera castellano-aragonesa concluyó cuando años después, en el marco de la Guerra de los dos Pedros, Pedro I de Castilla conquistó el castillo para su corona el 27 de abril de 1358. El rey concedió tras la reconquista los privilegios de Carta Puebla a Jumilla y el actual escudo de la ciudad, basado en aquella batalla.
En 1461 el marqués de Villena hizo levantar la fortaleza prácticamente tal como la conocemos actualmente, con tres pisos, sótano y terraza, poniendo en ella su escudo de armas.